# Arrows A6
Chronologie des modèles (1983-1984)
Arrows A5 Arrows A7
L'Arrows A6 est une monoplace de Formule 1 engagée par l'écurie britannique Arrows dans le cadre du championnat du monde de Formule 1 1983. Elle est pilotée par le Suisse Marc Surer et le Brésilien Chico Serra, qui est successivement remplacé par l'Australien Alan Jones  puis par le Belge Thierry Boutsen.
En 1984, Marc Surer et Boutsen sont reconduits au volant de l'Arrows A6, avant l'introduction de l'Arrows A7 en cours d'année.

## Résultats en championnat du monde de Formule 1

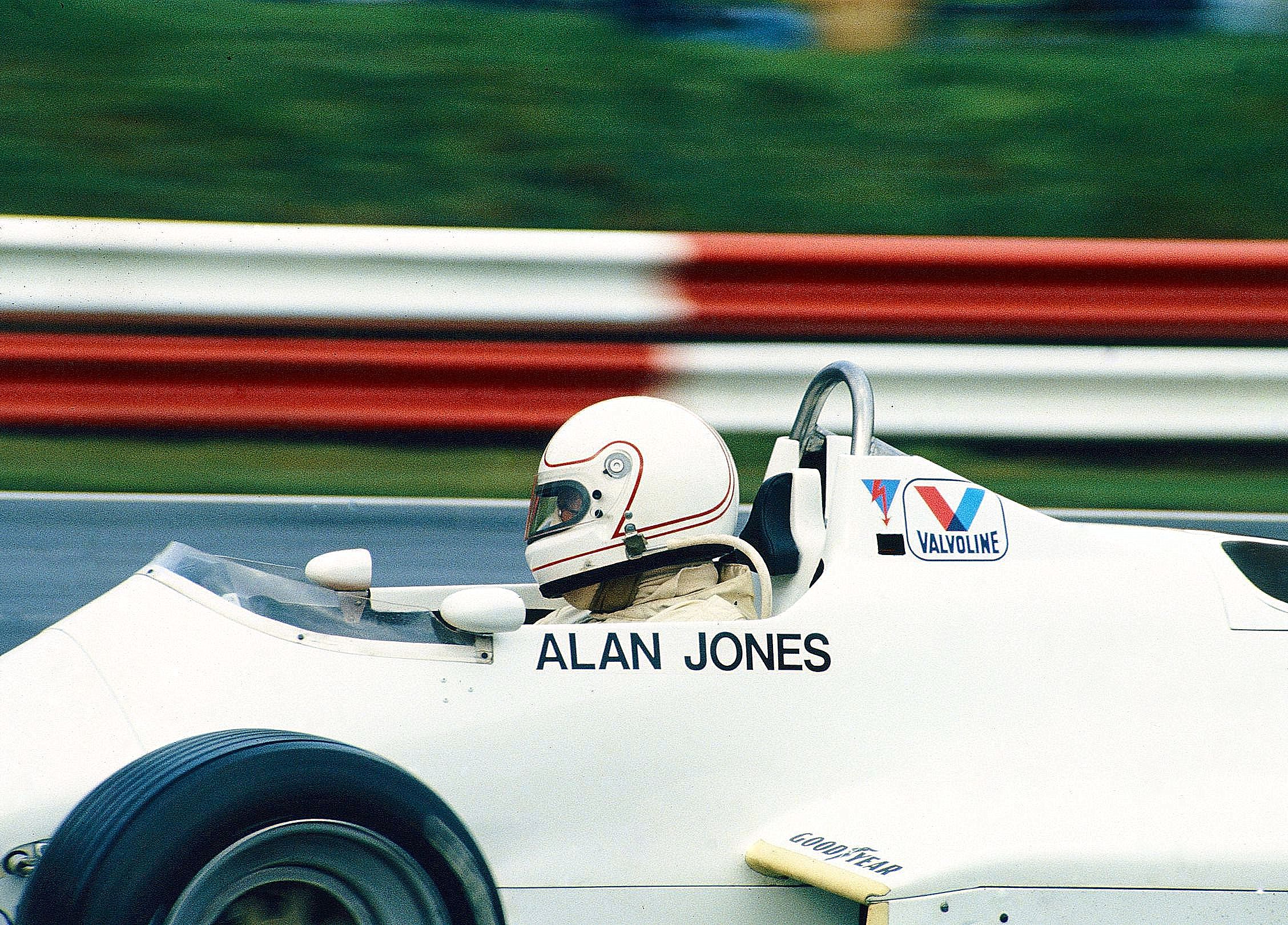
Alan Jones à bord de l'Arrows A6 lors de la Race of Champions 1983, disputée à Brands Hatch.

| Saison | Écurie                     | Moteur               | Pneus    | Pilotes         | Courses | Courses | Courses | Courses | Courses | Courses | Courses | Courses | Courses | Courses | Courses | Courses | Courses | Courses | Courses | Courses | Points inscrits | Classement |
| Saison | Écurie                     | Moteur               | Pneus    | Pilotes         | 1       | 2       | 3       | 4       | 5       | 6       | 7       | 8       | 9       | 10      | 11      | 12      | 13      | 14      | 15      | 16      | Points inscrits | Classement |
| ------ | -------------------------- | -------------------- | -------- | --------------- | ------- | ------- | ------- | ------- | ------- | ------- | ------- | ------- | ------- | ------- | ------- | ------- | ------- | ------- | ------- | ------- | --------------- | ---------- |
| 1983   | Arrows Racing Team         | Ford-Cosworth DFV V8 | Goodyear |                 | BRÉ     | EUO     | FRA     | SMR     | MON     | BEL     | EUE     | CAN     | GBR     | ALL     | AUT     | P-B     | ITA     | EUR     | AFS     |         | 4               | 10e        |
| 1983   | Arrows Racing Team         | Ford-Cosworth DFV V8 | Goodyear | Marc Surer      | 6e      | 5e      | 10e     | 6e      | Abd.    | 11e     | 11e     | Abd.    | 17e     | 7e      | Abd.    | 8e      | 10e     | Abd.    | 8e      |         | 4               | 10e        |
| 1983   | Arrows Racing Team         | Ford-Cosworth DFV V8 | Goodyear | Chico Serra     | 9e      |         | Abd.    | 8e      | 7e      |         |         |         |         |         |         |         |         |         |         |         | 4               | 10e        |
| 1983   | Arrows Racing Team         | Ford-Cosworth DFV V8 | Goodyear | Alan Jones      |         | Abd.    |         |         |         |         |         |         |         |         |         |         |         |         |         |         | 4               | 10e        |
| 1983   | Arrows Racing Team         | Ford-Cosworth DFV V8 | Goodyear | Thierry Boutsen |         |         |         |         |         | Abd.    | 7e      | 7e      | 15e     | 9e      | 13e     | 14e     | Abd.    | 11e     | 9e      |         | 4               | 10e        |
| 1984   | Barclay Nordica Arrows BMW | Ford-Cosworth DFV V8 | Goodyear |                 | BRÉ     | AFS     | BEL     | SMR     | FRA     | MON     | CAN     | DET     | DAL     | GBR     | ALL     | AUT     | P-B     | ITA     | EUR     | POR     | 4               | 10e        |
| 1984   | Barclay Nordica Arrows BMW | Ford-Cosworth DFV V8 | Goodyear | Marc Surer      | 7e      | 9e      | 8e      |         | Abd.    | Nq      | Abd.    | Abd.    |         |         |         |         |         |         |         |         | 4               | 10e        |
| 1984   | Barclay Nordica Arrows BMW | Ford-Cosworth DFV V8 | Goodyear | Thierry Boutsen | 6e      | 12e     |         | 5e      |         |         |         |         |         |         |         |         |         |         |         |         | 4               | 10e        |

Légende : ici